# Hoplolatilus geo
Hoplolatilus geo is een straalvinnige vissensoort uit de familie van tegelvissen (Malacanthidae). De wetenschappelijke naam van de soort is voor het eerst geldig gepubliceerd in 1982 door Fricke & Kacher.